# 粗毛兔仔菜
粗毛兔仔菜（学名：Ixeris strigosa）为菊科兔仔菜屬下的一个种。